# Donizetti Tavares de Lima
Donizetti Tavares de Lima (3. ledna 1882, Cássia – 16. června 1961, Tambaú) byl brazilský římskokatolický kněz. Katolická církev jej uctívá jako blahoslaveného.

## Život
Narodil se dne 3. ledna 1882 v obci Cássia v Minas Gerais rodičům Tristãu Tavaresovi de Lima a Francisce Cândida Tavares de Lima. Měl osm sourozenců. Jeho otec pracoval jako právník, matka jako profesorka. Roku 1886 se s rodinou přestěhoval do obce Franca v São Paulu, kde začal navštěvovat školu a věnovat se hudbě.
Rozhodl se stát knězem a roku 1894 započal svá církevní studia. Stal se varhaníkem v ústavu, kde studoval a kde později učil seminaristy hudbě. Roku 1900 zahájil studium práva a roku 1903 studium filozofie a teologie.
Kněžské svěcení přijal dne 12. července 1908 v Pouso Alegre z rukou biskupa z Pouso Alegre Joãoa Batisty Correia Nériay. Nejprve působil ve farnosti v Pouso Alegre v diecézi Pouso Alegre. Poté sloužil jako farní vikář v Jaguariúně v diecézi Campinas.
Roku 1909 byl ustanoven farářem v Vargem Grande do Sul v diecézi Ribeirão Preto. Zde pomáhal hájit práva chudých. To vedlo k tomu, že o něm jeho kritici začali tvrdit, že je komunista. Ve svých promluvách hájil Katolickou doktrínu proti synkretismu, který zde byl běžný. Dne 24. května 1926 se stal farářem v Tambaú. 12. června do města dorazil a 13. června téhož roku byl slavnostně uveden do úřadu. Zde mimo jiné dohlížel na zřízení sanatoria. Roku 1927 se udál první jemu připisovaný zázrak, kdy při náboženském procesí se soškou Panny Marie z Aparecidy nastal velký přívalový déšť, avšak když se ujal vedení průvodu bouře náhle utichla.
Svědectví o zázracích jemu připisovaných (např. uzdravování lidí, bilokace, nebo levitace) dále přibývalo. Každé ráno sloužil mše svaté, načež uděloval veřejná požehnání zástupům lidí, které slyšely o zázracích. Davy lidí, mezi nimiž byli jak věřící tak i zvědavci bývaly velmi početné, kdy někdy obsahovaly až dvě stě tisíc lidí, což v oblasti způsobovalo značný chaos.
Na žádost místního biskupa, který se událostmi zabýval přestal udělovat veřejná požehnání, kdy poslední požehnání před davem lidí udělil dne 30. května 1955. Roku 1958 sloužil během Svatého týdně mši svatou před kostelem San Antonio v Tambaú. Během kázání začal dle svědectví shromážděných lidí levitovat nad zemí, aniž by si uvědomil, co se s ním děje. Byl také oblíbeným zpovědníkem a kazatelem.
Zemřel na srdeční selhání dne 16. června 1961 v 11:15 v Tambaú. Jeho ostatky byl pohřbeny taktéž v Tambaú následujícího 17. června a v noci mezi 7.–8. květnem 2009 byly exhumovány. 16. května téhož roku byly přeneseny do místního kostela.

## Úcta
Jeho beatifikační proces započal dne 2. prosince 1996. Dne 9. října 2017 jej papež František podepsáním dekretu o jeho hrdinských ctnostech prohlásil za ctihodného. Dne 6. dubna 2019 byl uznán zázrak na její přímluvu, potřebný pro její blahořečení.
Blahořečen pak byl dne 23. listopadu 2019 v kostele Panny Marie z Aparecida v Tambaú. Obřadu předsedal jménem papeže Františka kardinál Giovanni Angelo Becciu.
Jeho památka je připomínána 16. června. Bývá zobrazován v kněžském oděvu.